# Indicção
Indicção, muitas vezes também referida como indicção romana, é um ciclo, com a duração de 15 anos, generalizado no Império romano com a intenção de rever os impostos a intervalos regulares. A palavra na língua portuguesa tem origem no substantivo feminino indictio da língua latina.
O seu uso como forma de imposto extraordinário para complemento  fiscal, sobretudo para o orçamento militar e campanhas do exército, é anterior aos romanos, e já era conhecida no Egipto como uma espécie de recenceamento ou reavaliação dos terrenos agrícolas sobre os quais incidia uma taxa, e o ciclo tinha 5 anos.
O imperador Constantino iniciou um novo ciclo de 15 anos no início do mês de Setembro - 1 de Setembro de 312 - ano 1 da Indicção e no ano seguinte estabeleceu que a sequência dos anos de uma Indicção passasse também a ser usada como forma de datação oficial dos documentos, como uma Era, designando-se os anos como Ano I da Indicção, o seguinte 'Ano II da Indicção, e assim progredindo até ao final do ciclo, reiniciando-se depois novo ciclo com nova Indicção. No tempo do imperador romano Justiniano (482-565) era era já habitual encontrar essa referência.
Ao longo da Idade Média foi também comum o seu uso para o cálculo ou cômputo da data da Páscoa, aparecendo em tabelas associadas ao calendário litúrgico.
A Indicção romana de um ano é facilmente obtida com os seguintes passos: (1) divide-se o número do ano por '15'; (2) toma-se o resto da divisão e acrescentam-se-lhe '3' unidades. (3) Se a soma der um valor superior a 15, retira-se-lhe esse mesmo intervalo de 15 da Indicção. Exemplo: Qual a Indicção do ano 2014? É 7, em resultado de (1) 2014 a dividir por 15 dá resto 4, (2) 4 + 3 = 7.
Ao ano 1 da Era de Cristo corresponde a indicção 4.